# 清朝货币

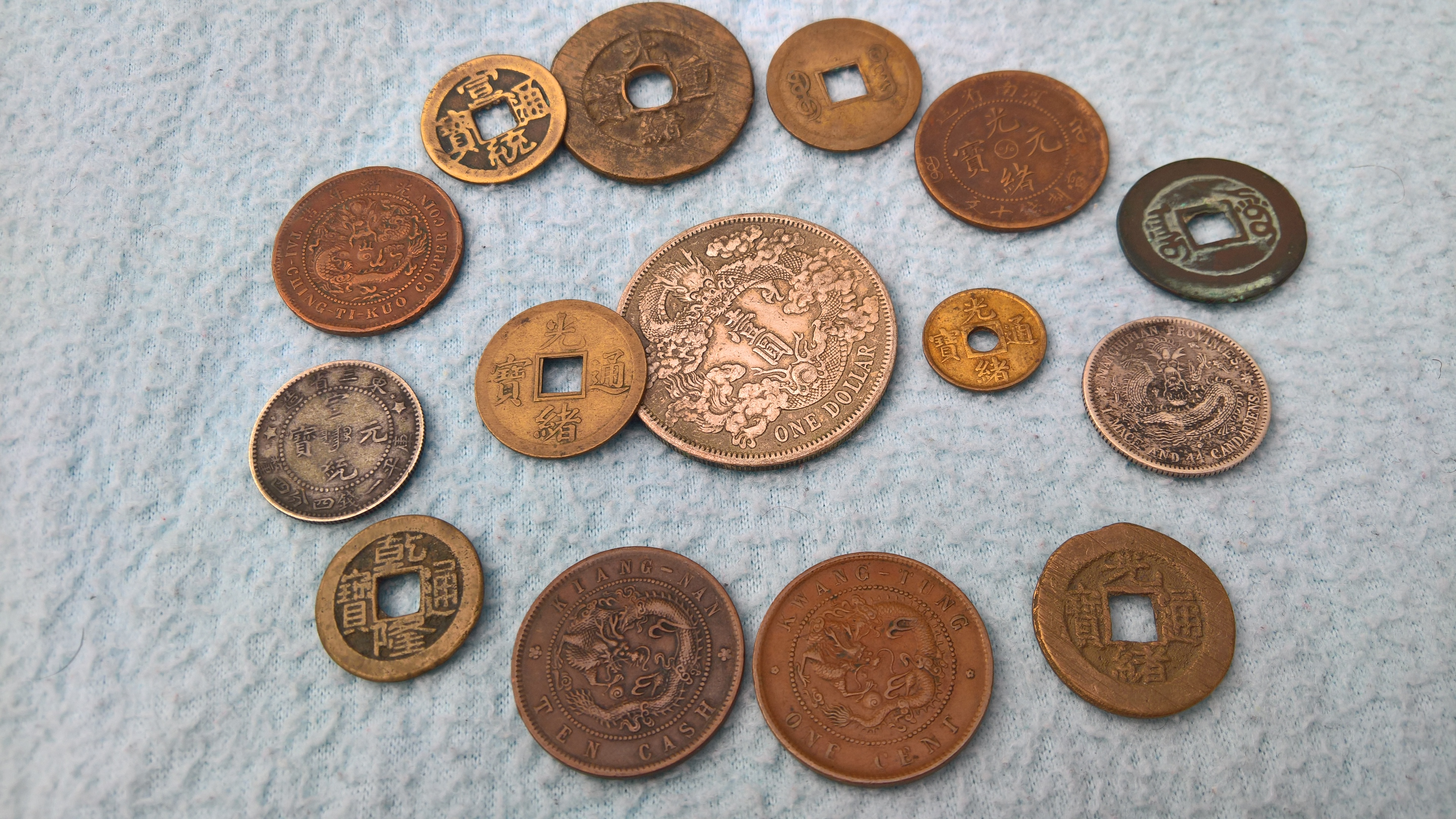
清朝貨幣

清朝货币，是指中国清代时的货币。清朝从1616年努尔哈赤建立后金政权到1912年中华民国成立间的296年里曾发行了多种货币。清朝前期的货币制度基本沿袭了明朝币制，即大额用银两，小额用铜钱的银钱复本位，或称银钱平行本位，后期为应对外国经济入侵带来的币制混乱，清王朝进行了多次币制改革。
清朝历代皇帝均发行有年号钱；从乾隆年间开始，清政府在西藏开始发行银币；咸丰年间曾发行户部官票和大清宝钞；清朝后期，以制钱为主的中国传统铸币逐渐被机制币所取代，而银两也被银元所取代。

## 历史

### 后金货币

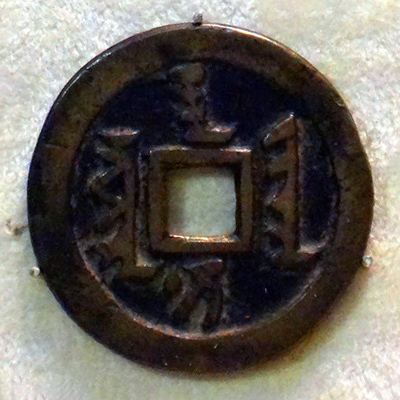
天聪汗钱

1616年（明万历四十四年），努尔哈赤在赫图阿拉称汗建国，建元天命，始铸钱币，分老满文“天命汗钱”及汉文“天命通宝”。早期天命钱铸造粗劣，天命六年（1621年，明天启元年）迁都辽阳，始正式铸钱。由于当时后金所在的关外商品经济活动不发达，满洲人多不用钱，结果所发行的天命钱最后多被用作了装饰品。
1626年（明天启六年），皇太极继位。次年改元天聪，铸“天聪汗钱”当十大钱，钱文为老满文。1636年皇太极在盛京称帝，改国号为“大清”。由于当时东北地区货币经济并不发达，还存在物物交换的原始交易，同时战争中掠夺的大量财富减少了对本朝货币的需求，因此后金货币的铸行量很少。
后金政权曾发行的货币如下：
| 正面钱文               | 罗马化转写              | 币值  | 年代      | 汗       |
| ---------------------- | ----------------------- | ----- | --------- | -------- |
| ᠠᠪᡴᠠᡳ ᡶ᠋ᠣᠯᡳ᠍ᡢᡴᠠ ᡴᠠᠨ ᠵᡳᡴᠠ | Abkai fulingga han jiha | 1 文  | 1616–1626 | 努尔哈赤 |
| 天命通寳               | Tiān Mìng Tōng Bǎo      | 1 文  | 1616–1626 | 努尔哈赤 |
| ᠰᡡᡵᠠ ᡴᠠᠨ ᠨᡳ ᠵᡳᡴᠠ       | Sure han ni jiha        | 10 文 | 1627–1643 | 皇太极   |

### 顺治年间
1643年（崇德八年），皇太极去世，其子福临继位，1644年清军入关，改元顺治。1644年始在北京设局铸“顺治通宝”钱，后随天下统一，在各地分别设铸钱局开铸钱币。顺治通宝铸行之初与明钱同时流通，后不久独行清钱。该币为黄铜铸造，其中铜占七成，锌占三成。顺治通宝铸行过程中的钱制形式曾发生多次改变，按照背文可分为五种，即所谓的“顺治五式”。
| 版别     | 图例 | 背文                                                                                     | 直径      | 重量 | 铸造时间                             | 备注             |
| -------- | ---- | ---------------------------------------------------------------------------------------- | --------- | ---- | ------------------------------------ | ---------------- |
| 顺治一式 |      | 光背                                                                                     | 24.5mm    | 3.8g | 顺治元年至二年 （1644年-1645年）     |                  |
| 顺治二式 |      | 有户、工、陕、临、宣、蓟、延、原、西、云、同、荆、河、昌、宁、江、浙、东、福、阳、襄局名 | 25mm-26mm | 4g   |                                      |                  |
| 顺治三式 |      | 穿右局名，穿左“一厘”二字                                                                 | 26mm      | 4g   | 顺治十年至十四年 （1653年-1657年）   | 该钱式称“一厘钱” |
| 顺治四式 |      | 穿左为满文“宝”字，穿右为满文局名                                                         | 17mm      | 4.4g | 顺治十四年至十八年 （1657年-1661年） |                  |
| 顺治五式 |      | 穿左满文局名，穿右为汉文局名，有陕、临、宣、蓟、原、同、河、昌、宁、江、浙、东           | 28mm      | 4g   | 顺治十七年至十八年 （1660年-1661年） |                  |

### 咸丰年间
咸丰朝是中国货币史上的一段币制混乱时期，除了以往各朝发行的小平钱制钱外，咸丰朝还发行了虚值大钱，以及户部官票和大清宝钞等纸币和咸丰宝藏、上海银饼和银锭等银质货币。

## 深入阅读
- 郝延平：〈晚清沿海的新貨幣及其影響 （页面存档备份，存于）〉。
- 張惠信，1993，〈清代庫銀大集合〉，《中國貨幣傳奇》，台北：貿元。